# 湘南未来絵図
湘南未来絵図（しょうなんみらいえず）は、日本のミクスチャーロックバンド、山嵐の7枚目のアルバムである。2006年5月17日発売。隠しトラックが存在する。亀田誠治が参加した楽曲も収録されている。それまでの山嵐のアルバムとは違い、ラップより歌の比重が強くなったアルバムである。

## 収録曲
1.未開の地から‘06
昔から続いている、未開シリーズの最新板。激しい曲である。
2.Open The Gate
イントロがなく、曲の長さが1分46秒という短い曲。こちらも激しい曲である。
3.いつも矛盾の中に生まれる涙
戦争の虚しさや、地位や名声を求める政治に疑問を投げかけるような曲。最後のサビ部分で、川村ゆみがコーラス参加している。また、その部分のあとに2行歌詞が書いてあるものの、実際には歌われていない。
4.湘南未来絵図
タイトル曲。亀田誠治が作曲で参加した曲である。バラードであり、メンバーの出身地である湘南を歌った曲である。また、PVは、後述の『Go　Your　Way』と繋がっており、ふたつでひとつの物語になっている。
5.四季‘06 〜春〜
タイトル通り、春がテーマのポップな曲。間奏が長めである。
6.押忍　
ロック調の曲。
7.山嵐テクニカ
ダンサブルな楽曲。BASSの武史が作詞し、歌っている部分がある。その部分は、メンバーを紹介しているような歌詞になっている。
8.Back And Forth feat.565 & MASARU（from妄想族）
ヒップホップ調で、暗めの曲。フィーチャリング参加している、妄想族とは、ヒップホップグループである。歌詞カードを見ると、一部歌詞が抜けている部分がある。
9.Go Your Way
亀田誠治が参加した曲。バラードである。前向きな強いメッセージが込められた、山嵐としては新しい試みをした曲である。また、PVは、『湘南未来絵図』と繋がっており、こちらが第1部である。
10.STYLE
ポップな曲。メンバーの友情を歌ったような曲である。
11.The earth
今までの山嵐の曲にはなかったような静かな曲であり、メロディーはほとんどギターのみである。地球温暖化について歌った曲である。また、この曲でもBASSの武史が作詞し歌っている部分がある。その部分は幻想的な歌詞である。